# Federazione di baseball di Aruba
La Federazione arubana di baseball (nld. Amateur Baseball Bond Aruba) è un'organizzazione fondata per governare la pratica del baseball e del softball ad Aruba.
Organizza il campionato maschile e di softball femminile, e pone sotto la propria egida la nazionale maschile e di softball femminile.